# Trimethylboroxin
Trimethylboroxin ist eine chemische Verbindung aus der Gruppe der Boroxine.

## Gewinnung und Darstellung
Trimethylboroxin kann durch Reaktion von Trimethylboran mit Bor(III)-oxid bei 300 °C gewonnen werden.
{\displaystyle \mathrm {B(CH_{3})_{3}+B_{2}O_{3}\longrightarrow (CH_{3}BO)_{3}} }
Es sind auch andere Darstellungswege bekannt.

## Eigenschaften
Trimethylboroxin ist eine farblose klare Flüssigkeit.

## Verwendung
Trimethylboroxin wird als Derivatisierungsmittels für die GLC-Analyse, als Polymerisationzusatzstoff und zur Herstellung von CBS-Katalysatoren für asymmetrische Reduktionen verwendet.